# Leiurus heberti
Espèce
Leiurus heberti est une espèce de scorpions de la famille des Buthidae.

## Distribution
Cette espèce est endémique du Dhofar en Oman. Elle se rencontre dans le Djebel Samhan.

## Description
Le mâle holotype mesure 83,00 mm.

## Étymologie
Cette espèce est nommée en l'honneur de Blaine Hébert.

## Publication originale
- Lowe, Yağmur & Kovařík, 2014 : « Review of the Genus Leiurus Ehrenberg, 1828 (Scorpiones: Buthidae) with Description of Four New Species from the Arabian Peninsula. » Euscorpius, no 191, p. 1-129 (texte intégral).